# Rousseau
A Rousseau francia családnév.

## Híres Rousseau nevű személyek
- Jean-Jacques Rousseau (1712–1778), svájci francia felvilágosodás kori filozófus, író és zeneszerző
- Jean-Baptiste Rousseau (1670–1741), francia költő
- Henri Rousseau (1844-1910), a „Vámos”, francia naiv festő
- Théodore Rousseau (1812-1867), francia festő
- Magali Rousseau (1988–) francia úszó